# 이시희
이시희(李時熙, 1694년 ∼ 1755년)은 조선 후기의 문신이다.

## 생애
조선 후기의 문신으로 본관은 전주, 휘는 시희(時熙), 자는 성중(聖中)이다. 제11대 중종의 3남 금원군의 6대손이며, 종실 호안군 이오(湖安君 李澳)의 증손이고, 이정한(李井漢)의 손자이다. 아버지는 승지 이홍모(李弘模)이다.
부인은 현감 한양인 조수원(趙守元)의 딸과 초계인 정조의 딸이다.
승지 홍모의 장남으로 1694년 탄생하여 1730년(영조 6) 정시(庭試) 갑과(甲科)에 급제하였다. 장령(掌令), 행군수(行郡守), 통훈대부 사헌부 장령을 지냈다. 윤지(尹志)의 나주(羅州) 괘서(掛書)의 변(變) 사건에 연루되어 장살(杖殺)되었다.
묘소는 경기도 포천군 화현면 묵방리 곤좌이다.

## 가족관계
- 증조부 : 호안군 이오(湖安君 李澳)
- 조부 : 이정한(李井漢)
- 아버지 : 이홍모(李弘模)
- 1부인 : 현감 한양인 조수원(趙守元)의 딸.
- 2부인 : 초계인 정조의 딸.